# مژده جمال‌زاده
مژده جمال‌زاده (متولد ۷ دسامبر ۱۹۸۵ در کابل)، خواننده و بازیگر افغانستانی‌تبار کانادایی است.
مژده جمال‌زاده اولین خواننده افغانستانی بود که در کاخ سفید و در حضور بارک اوباما ریس جمهور آمریکا ترانه افغانستانی اجراء کرد.

## زندگی‌نامه
او در ۵ سالگی به همراه والدینش به کانادا مهاجرت کرد و در بریتیش کلمبیا کانادا بزرگ شد. تحصیلاتش را در رشته روزنامه‌نگاری سخن‌پراکنی در مؤسسه فناوری بریتانیا کلمبیا به پایان رسانید و از سال ۲۰۰۷ تاکنون در زمینه موسیقی فعالیت دارد.
مژده جمال‌زاده که بیشتر با نام مژده شناخته می‌شود در مارس ۲۰۱۰ توسط کاخ سفید در واشینگتن دی. سی. برای روز جهانی زن دعوت شد و یکی از آهنگ‌های محبوب خویش را با نام «دختر افغان» را برای رئیس‌جمهور باراک اوباما و مهمانانش اجرا کرد.
او تاکنون برای مجله‌های هفته مد، کازموپالیتن و مجله زن آسیایی به عنوان مدل کار کرده‌است. مژده جمال‌زاده نمایش تلویزیونی منحصر به فرد مخصوص به خودش را در تلویزیون ۱ با نام «مژده» دارد که با گفتگوهای مختلف در مورد موسیقی، جامعه و مردم و دعوت هنرمندان همراه است. او همچنین اخیراً قراردادی دوساله را همراه با ناشری آمریکایی برای آلبوم بعدی‌اش که تماماً انگلیسی خواهد بود به امضاء رسانیده‌است.

## کارها و انتقادات
مژده جمال‌زاده تاکنون آلبوم مشخصی نشر نکرده‌است اما درصدد نشر اولین آلبومش به زبان انگلیسی می‌باشد. او تاکنون تک‌آهنگ‌ها و ویدئوکلیپ‌های زیادی را به زبان‌های فارسی و انگلیسی نشر نموده‌است. برجسته‌ترین ویدئوکلیپ‌های او شامل «عشق من» (به انگلیسی: My Love) به زبان‌های انگلیسی و فارسی محصول ۲۰۰۹، «دختر افغان»، «بیا با هم» (همراه با وحید بیار)، «خانوم گل» (به همراه کامی صدرایی)، «دیگر اشکم مریز» و «شیربچه افغان» می‌باشند.
با توجه به جو اسلامی حاکم در افغانستان، او تاکنون تهدیدهای بسیاری را از جانب افراد مذهبی و عموماً مردم پایبند به مذهب به خاطر طرز پوشش و کارهای موسیقی او که بیشتر ریشه غربی دارد دریافت کرده‌است. او در مصاحبه‌ای با شبکه سی‌ان‌ان بیان کرد که تهدیدها را از طالبان دریافت نکرده و همه از جانب افراد مذهبی از طریق فیس‌بوک و یوتیوب دریافت کرده‌است. جمهوری اسلامی افغانستان که بر مبنای اسلام بنا شده، چندین بار به برنامه تلویزیونی مژده هشدار مستقیم داده و یکبار اجرای برنامه را به خاطر اینکه او روسری به سر نداشته متوقف کرده‌است.
مژده تاکنون در چندین فیلم هالیوود نیز نقش کوچکی را بر عهده داشته‌است. آخرین آن‌ها بازی نقش کوچکی در چهار شگفت‌انگیز: قیام موج‌سوار نقره‌ای بوده‌است.
وی در سال ۲۰۱۷ توسط مجله آمریکایی بازنیت در جمله ۳۰ زن موفق و زیبا دنیا انتخاب گردید که در این لیست میشل اوباما، هیلاری کلیتون، اما استون، جیجی حدید، بیانسه و غیره … هم بود.

## ترانه‌ها
| ویدئوکلیپ‌ها | ویدئوکلیپ‌ها        | ویدئوکلیپ‌ها                                          |
| سال         | نام                | توضیحات                                              |
| ----------- | ------------------ | ---------------------------------------------------- |
| ۲۰۰۸        | دختران افغان       | برنده جایزه بهترین آهنگ سال                          |
| ۲۰۰۹        | عشق من             | انگلیسی و فارسی                                      |
| ۲۰۰۹        | شیربچه افغان       |                                                      |
| ۲۰۰۹        | خانوم گل           | به همراه کامی صدرایی                                 |
| ۲۰۰۹        | اگر تو             | به همراه کامی صدرایی به افتخار هنرمند فقید احمد ظاهر |
| ۲۰۱۰        | بیا با هم          | به همراه وحید بیار                                   |
| تک‌آهنگ‌ها    |                    |                                                      |
| سال         | نام                | توضیحات                                              |
| ۲۰۰۷        | قسم به چشمات       | همراه با کامی صدرایی                                 |
| ۲۰۱۰        | دیگر اشکم مریز     |                                                      |
| ۲۰۱۰        | همه چیز Everything | (انگلیسی)                                            |

## جوایز و اعطاها
| جوایز | جوایز                                     | جوایز                  | جوایز    |
| سال   | اعطاکننده                                 | توضیحات                | نتیجه    |
| ----- | ----------------------------------------- | ---------------------- | -------- |
| ۲۰۰۸  | جایزه تلویزیون نور                        | بهترین خواننده زن جدید | برنده    |
| ۲۰۰۸  | سومین جوایز سالانه ای‌تی‌ان در سان‌فرانسیسکو | بهترین مدل زن جدید     | نامزدشده |
| ۲۰۰۹  | چهارمین جوایز سالانه ای‌تی‌ان در هامبورگ    | بهترین آهنگ آرام سال   | برنده    |
| ۲۰۱۴  | جشنواره موسیقی سال تلویزیون جهانی آریانا  | برنده                  |          |